# Erivelto Emiliano da Silva
Erivelto Emiliano da Silva, auch bekannt als Erivelto (* 1. Oktober 1988 in Bezerros), ist ein brasilianischer Fußballspieler.

## Karriere
Das Fußballspielen lernte Erivelto in der Jugendmannschaft von Guarani FC in Campinas, wo er 2009 auch seinen ersten Vertrag unterschrieb. Nach den brasilianischen Stationen Mixto EC, Palmeiras São Paulo B, Batatais FC, Guaratinguetá Futebol, Central SC und Madureira EC wechselte er 2014 nach Europa. Hier unterschrieb er in Portugal einen Vertrag bei SC Covilhã in Covilhã. Der Verein spielte in der Zweiten Liga des Landes, der Segunda Liga, auch bekannt als Segunda Divisão de Honra (Zweite Ehrendivision). Mitte 2015 verließ er den Club und schloss sich Al-Mesaimeer SC an, einem Verein aus Katar, der in der Qatar Stars League spielte. Nach einem Jahr zog es ihn Mitte 2016 wieder nach Portugal. Hier nahm ihn Boavista Porto unter Vertrag. Zu seinem ehemaligen Verein SC Covilhã ging er 2017. 2018 wechselte er nach Thailand. Hier nahm ihn Army United unter Vertrag. Der Club aus der thailändischen Hauptstadt Bangkok spielte in der Zweiten Liga, der Thai League 2. Nach 26 Spielen und 14 Toren für die Army ging er Anfang 2019 zum Zweitligaaufsteiger JL Chiangmai United FC nach Chiang Mai. Zum Ligakonkurrenten Udon Thani FC nach Udon Thani  wechselte er nach der Hinrunde. Nach Beendigung des Vertrags wechselte er 2020 zum ebenfalls in der zweiten Liga spielenden Navy FC nach Sattahip. Für Rajnavy absolvierte er zwölf Zweitligaspiele. Ende Dezember 2020 unterschrieb er einen Vertrag beim Erstligaabsteiger Chainat Hornbill FC in Chainat. Nach 14 Zweitligaspielen, in denen er sieben Tore schoss, wurde sein Vertrag am Saisonende 2020/21 nicht verlängert. Im Juni 2021 unterschrieb er einen Vertrag beim Drittligisten Nakhon Si United FC. Mit dem Verein spielte er in der Southern Region der Liga.  Am Ende der Saison 2021/22 feierte er mit dem Verein aus Nakhon Si Thammarat die Vizemeisterschaft der Region. Als Vizemeister nahm er an der National Championship der dritten Liga teil. Hier belegte man den dritten Platz und stieg in die zweite Liga auf. Nach dem Aufstieg verließ er den Verein und schloss sich dem Drittligisten Pattaya Dolphins United an. Mit dem Klub von der Ostküste spielt er in der Eastern Region der Liga. Für Pattaya bestritt er sechs Drittligaspiele. Im Dezember 2022 wurde sein Vertrag aufgelöst. Im gleichen Monat unterschrieb er einen Vertrag bei dem in der North/Eastern Region spielenden Drittligisten Mahasarakham FC. Am Ende der Saison wurde er mit dem Verein Meister der Region. In den Aufstiegsspielen zur zweiten Liga konnte man sich jedoch nicht durchsetzen. Nach insgesamt 23 Ligaspielen wechselte er im Januar 2024 nach Phrae zum Zweitligisten Phrae United FC. Hier bestritt er 16 Ligaspiele. Der Phatthalung FC, ein Drittligist, der in der Southern Region antritt, nahm ihn im Juli 2024 unter Vertrag. Für den Verein aus Phatthalung bestritt er zehn Ligaspiele. Hierbei schoss er drei Tore. Im Dezember 2024 wechselte er in die Eastern Region, wo er sich dem Bankhai United FC anschloss. Nach zehn Ligaspielen wechselte er im Juli 2025 zu dem in der Central Region spielenden Angthong FC.

## Erfolge
Nakhon Si United FC
- Thai League 3 – South: 2021/22 (Vizemeister)
- National Championship: 2021/22 (3. Platz)  ▲

Mahasarakham FC
- Thai League 3 – North/East: 2022/23